# Гольм (Північна Фризія)
Гольм (нім. Holm) — громада в Німеччині, розташована в землі Шлезвіг-Гольштейн. Входить до складу району Північна Фризія. Складова частина об'єднання громад Зюдтондерн.
Площа — 4 км2. Населення становить 92 ос. (станом на 31 грудня 2020).